# Radio CAE

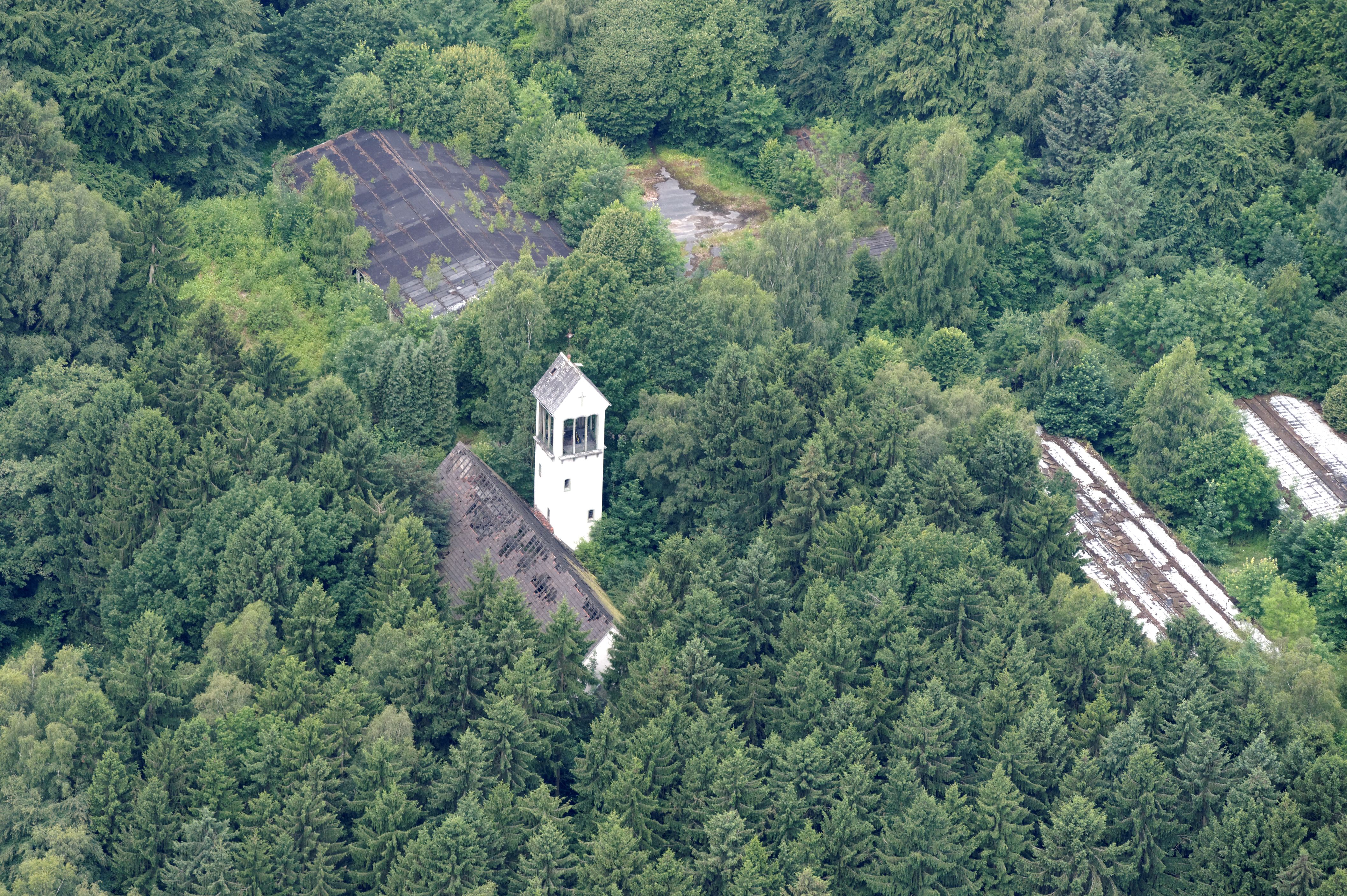
Luftbild der Victoria Barracks

Radio CAE (Radio Canadian Army Europe) war der erste kanadische Soldatensender in Deutschland, der als Rundfunkdienst des Canadian Forces Network die in Europa stationierten kanadischen Armeeangehörigen mit Hörfunksendungen in englischer und französischer Sprache versorgte. 

## Beschreibung
Die Station nahm am 21. März 1956 auf einem Hügel im Stadtwald der Stadt Werl (Westfalen)  den Betrieb auf und sendete mit einer Leistung von 250 Watt auf UKW zunächst auf der Frequenz 96,9 MHz, etwas später dann permanent auf 87,8 MHz. Der Sender versorgte die ca. 16.000 kanadische Armeeangehörigen mit ihren Familien in Westfalen und war im Umkreis von über 60 km zu empfangen. Weitaus mehr Zuhörer fand Radio CAE beim deutschen Publikum. Das dicht besiedelte Ruhrgebiet und das Münsterland wurden ebenso erfasst, wie das vordere Sauerland und der südliche Teutoburger Wald, so dass regelmäßig mehrere 100.000 Menschen zuhörten. Das besonders bei der Jugend beliebte Programm brachte mit Rock ’n’ Roll, Beat- und Countrymusik in lockerer Moderation den musikalischen Zeitgeist wesentlich besser und aktueller herüber, als die etablierten deutschen Rundfunkanstalten zu jener Zeit.
Nach über 14 Jahren Sendebetrieb wurde die Station wegen der Verlegung der kanadischen Truppen nach Lahr/Schwarzwald am 18. Oktober 1970 um Mitternacht abgeschaltet. Der kanadische Soldatensender CFN (Canadian Forces Network) / RFC (Réseau des Forces Cabnadiennes) Lahr übernahm Teile der Studiotechnik, das Tonarchiv und etliche Bedienstete von Radio CAE. Die militärischen Anlagen in und um Werl und Soest wurden anschließend von der britischen Rheinarmee belegt. Das CAE-Funkhaus auf dem in Victoria Barracks umbenannten Gelände diente fortan als Telefonzentrale und der Sender selbst als Relaisstation für den Hauptsender des British Forces Broadcasting Service (Langenberg, 96,5 MHz/50 kW), was den Empfang im vorderen Sauerland erheblich verbesserte. Aus diesem Grund blieb der weithin sichtbare, 100 Meter hohe Sendemast von Radio CAE noch bis zum Sommer 1983 erhalten. 1991 gab die britische Armee die Victoria Barracks und alle anderen Garnisonen im östlichen Ruhrgebiet auf. Das Stationsgebäude von Radio CAE und sämtliche anderen Einrichtungen standen danach leer und verfielen. 2018 begann die Stadt Werl, das Gelände zu sanieren und in ein Erholungsgebiet umzugestalten.